# Roaring Lions on the Midnight Express
Roaring Lions on the Midnight Express è un cortometraggio muto del 1918 diretto da Henry Lehrman.

## Produzione
Il film fu prodotto dalla Fox Film Corporation.

## Distribuzione
Distribuito dalla Fox Film Corporation, il film - un cortometraggio in due bobine - uscì nelle sale cinematografiche statunitensi il 22 settembre 1918.